# Wörgl
Wörgl város Ausztriában, Tirolban, Kufsteini járásban. Lakosainak száma kb. 12 980. Területe közel 20 km².

## Fekvése
Az Inn folyó völgyében, a Kaisergebirge hegység nyugati lábánál, Németország határán található. Az Innsbruck–München-Salzburg vasúti főútvonal elágazásnál, illetve az E641 (európai út) mentén fekszik.

## Története
Vaskori leletek mellett egy város területén egy 2. században épült római stílusú villát találtak, melynek egyik helysége padlófűtéses, falai freskókkal díszítettek voltak. A 6. században bajorok települtek le. Wörgl első írásos említése Uuergile néven 1104-1116 közötti dokumentumból származik. Az erődítményt 1255-ben említik először, az 1300-as években nagy jelentősége volt a hercegség megszilárdításában. Az évszázadok során Kufstein vára miatt jelentőségét egyre inkább elvesztette. 1892-ben még „erődített településként” említik Wörglt, de napjainkban már csak a falmaradványok fedezhetőek fel.
Wörgl a nagy forgalmú országút mellett feküdt, az első posta 1786-ban alakult, az első postamester a fogadó tulajdonosa volt. Sok neves személy megszállt utazásai alatt ebben a fogadóban, például Wolfgang Amadeus Mozart 1769-1773, Mária Terézia (1739 és 1765) és II. József császár (1765 és 1777).
1809. május 13-án itt zajlott a Napóleon és a bajorok elleni tiroli szabadságharc döntő ütközete, a „wörgli csata”. Ekkor a város fosztogatás és gyújtogatás áldozatául esett. 1842-ben több mint 40 ember halt meg egy kolerajárványban. Az 1900-as évekig több más járvány ütötte fel a fejét a városban. A gazdasági megerősödés az 1873-1875 között épült vasúti csomóponthoz köthető. 1910. november 3-án az évszázadokig megosztott Wörgl-Kufstein és Wörgl-Rattenberg települések egyesültek. Ezekre az évekre határtalan optimizmus és jelentős fejlődés volt jellemző, melyet jellemez, hogy 200 külföldi állampolgár lakott a városban.
Az első világháború alatt a pénzérmékből hiány keletkezett, így az Állami Pénzügyi Hivatal az önkormányzatoknak engedélyt adott az aprópénzek előállítására. Tirolban 1919-től egyre nagyobb mértékben Innsbruck kezdett kezdték nyomtatni és próbálni a váltópénzt. Wörgl városa ennek alapján 1919-ben szintén sürgősségi pénz kiadását határozta el 10, 20, 30, 50, 75 és 90 Heller címletekben, 1920 végi érvényességgel. a Világgazdasági válság miatt 1932-ben a helyi cement és cellulózgyár a csőd szélére került, a városban a munkanélküliség jelentős problémává vált. A gondok enyhítésére létrehozott „Jóléti bizottság” önkormányzati kötvények kibocsátását határozta el, 32 ezer Schilling értékben. Az önkormányzati alkalmazottak bérüket ebben a wörgli 1, 2 és 5 shillinges címletekben kapták. Silvio Gesell ötlete alapján a helyi adót a címletek bélyegzésével lehetett leróni, enélkül azok érvényüket vesztették. Ennek az ötletnek a hatására a pénztulajdonosok érdeke lett a minél gyorsabb elköltés, ami a gazdaságot hihetetlen mértékben felgyorsította. A munkanélküliség például 15-21%-ra csökkent, miközben az ország más részeiben változatlanul tartott a válság. A sajtó „wörgli csoda”-ként kezdte emlegeti a fellendülést, a mintát több száz önkormányzat követte. Édouard Daladier francia pénzügyminiszter is ellátogatott a városba, az USA-ban Irving Fisher közgazdász próbálta a „Stamp Scrip” – bélyegzéses rendszer bevezetését elérni a válság leküzdésére. 1933-ban Az Osztrák Nemzeti Bank az pénzkibocsátási monopóliumra hivatkozva betiltotta a wörgli szabadpénz kibocsátását, ennek a döntésnek katonaság felvonultatásával szereztek érvényt. A „Unterguggenberger Intézet” Egyesület tartja életben a gazdasági kísérlet szellemiségét.
1934. február 12-én Wörglben más városokhoz hasonlóan fegyveres felkelés tört ki az Ausztriai Fiatal Szocialisták vezetésével, akik Hitler hatalomra kerülése miatt Ausztria függetlenségét igyekeztek megőrizni. A városban 90 perces tűzharc után a felkelők megadták magukat, később bíróságon elítélték őket. A német csapatok 1938. március 12-én vonultak be a városba, majd öt nap után vissza is vonták őket. A német fennhatóság pozitív gazdasági változásokat hozott, ám a háború alatt a politikai terror megnyilvánulásai: a klubok bezárása, politikai aktivisták bebörtönzése és a kibővített helyőrség - rossz hangulatot okozott. 1943. február 22-23-án a szövetséges légibombázás elpusztította a vasúti csomópontot és 150 lakóházat lerombolt. A 390 tonna, kb. ezer bomba ledobása emellett 69 halálos áldozattal járt.
1952-ben Ausztriában itt állítottak először emléket Lazar Markovics Zamenhofnak, az eszperantó nyelv kidolgozójának. 2005. augusztus 23-án Wörglre az utóbbi száz év legjelentősebb árvize sújtott, a város nyugati részének 80 hektáros területét öntötte el a sáros ár.

## Híres szülöttei
- Gerhard Berger volt Formula–1-es versenyző.
- Reinhard Alfred Furrer német fizikus, űrhajós.